# Salim Kechiouche
Salim Kechiouche est un acteur français, né le 2 avril 1979 à Lyon 3e.
Il est connu pour ses rôles dans les séries Ourika, Braqueurs ou Fortunes sur Arte, et ses rôles au cinéma dans les films Le Fil, Ce que le jour doit à la nuit, La Vie d'Adèle, Paris à tout prix ou encore récemment Mektoub, My Love: canto uno et sa suite.

## Biographie

### Origines et formation
Né dans le 3e arrondissement de Lyon de parents algériens, Salim Kechiouche grandit à Vaulx-en-Velin.
Il est découvert par l'acteur et réalisateur Gaël Morel en 1995 dans le film À toute vitesse alors qu'il n'a que 15 ans. Sa collaboration avec Morel se poursuit au cours des années suivantes dans la majorité des films de ce réalisateur. En 1998, Salim Kechiouche tourne pour François Ozon le film Les Amants criminels. Lors de ses premiers films, faire du cinéma est pour Salim encore adolescent, un jeu. Ces expériences éveillent sa passion et le décident à en faire son métier. C'est alors qu'il entre à l'école de théâtre La Scène sur Saône qu'il termine en 2002.

### Carrière
Amateur de boxe, il devient champion de France de kick-boxing en 1998 et champion de muay-thaï en 2002. Ses talents de boxeur ont d'ailleurs servi à ses personnages dans certains de ses films.
Il vit à Paris où il se consacre au métier d'acteur en alternant cinéma, théâtre et télévision.

## Filmographie

### Cinéma

#### Longs métrages
- 1996 : À toute vitesse de Gaël Morel : Jamel
- 1999 : Les Amants criminels de François Ozon : Saïd
- 2004 : Grande École de Robert Salis : Mécir
- 2004 : Le Clan de Gaël Morel : Hicham
- 2006 : Nos retrouvailles de David Oelhoffen : Karim
- 2007 : L'Année suivante de Isabelle Czajka : Najib
- 2007 : Après lui de Gaël Morel : Salim
- 2007 : L'Âme sombre de Luc Murat : Nita
- 2009 : Le Fil de Mehdi Ben Attia : Bilal
- 2012 : Le noir (te) vous va si bien de Jacques Bral : Rachid
- 2012 : Ce que le jour doit à la nuit d'Alexandre Arcady : Djelloul
- 2013 : Paris à tout prix de Reem Kherici : Mehdi
- 2013 : La Vie d'Adèle : Chapitres 1 et 2 d'Abdellatif Kechiche : Sami
- 2015 : N.O.I.R d'Yves Christian Fournier : Khadafi
- 2015 : Être de Fara Sene : Mohamed
- 2015 : Ta mère ! de Touria Benzari : Salim
- 2016 : Voyoucratie de Fabrice Garçon et Kevin Ossona : Sam
- 2016 : Corps étranger de Raja Amari : Imed
- 2017 : Mektoub, My Love: canto uno, d'Abdellatif Kechiche : Tony
- 2019 : Mektoub, My Love: intermezzo, d'Abdellatif Kechiche : Tony
- 2019 : Qu'un sang impur... d'Abdel Raouf Dafri : Mourad Boukarouba
- 2022 : L'Enfant du paradis de lui-même : Yazid
- 2024 : Belle de Benoit Jacquot
- 2025 : Badh de Guillaume de Fontenay : Ilias Siracine

#### Courts et moyens métrages
- 2004 : Couscous pour tout le monde de Vincent Pesci : Luc
- 2004 : Pas sans moi de Sandra Dalle : Golden Boy
- 2005 : Gigolo (version couleur) /Archives de nuit (version noir et blanc) de Bastian Schweitzer : Karim
- 2005 : Temps morts d'Éléonore Weber : Reda
- 2005 : Cinématon de Gérard Courant, #2102 de la collection : son propre rôle
- 2006 : Yasmina de Vincent Pesci : Sofiane
- 2006 : Er-radja, le retour de Pascal Faure, documentaire avec l'acteur retournant à ses racines en Algérie
- 2008 : Les Voisins de Marine Francen : Saïd
- 2008 : Au paradis in'challah de Kamal Lazraq : Souleyman
- 2008 : Fatoush de Hisham Abdel Khalek : le douanier
- 2009 : La Peau de l'ours de Valentin Morel : Damir
- 2010 : Mariage blues de Touria Benzari : Salim
- 2010 : Haram de Benoît Martin : Samir
- 2011 : Brûleurs de Farid Bentoumi : Malik
- 2012 : Rock 'n' Bled de Touria Benzari : Salim
- 2013 : Culture d'apparences de Myriam Chetouane : Hedi
- 2013 : Destino de Zangro : Mehdi
- 2014 : Le Prix de la fiancée de Touria Benzari : Salim
- 2015 : Sur la pointe des pieds de Yacine Badday : Elias
- 2017 : Celui qui brûle de Slimane Bounia : Rachid
- 2019 : La Veillée de Riad Bouchoucha : Imad
- 2020 : Merci de votre visite de Panayotis Pascot : l'otage
- 2021 : Müjde d'Alphan Eseli : Sayyid

### Télévision

#### Téléfilms
- 1999 : Premières Neiges de Gaël Morel : Kacem
- 2008 : Fortunes de Stéphane Meunier : Brahim
- 2009 : Tenir tête de Julia Cordonnier : Karim[4]
- 2013 : La Crèche des hommes d'Hervé Brami : Mohamed
- 2015 : Danbé, la tête haute de Boualem Guerdjou : l'entraîneur
- 2015 : Un parfum de sang de Pierre Lacan : Abdel Daral
- 2020 : Meurtres en Pays cathare (collection Meurtres à...) de Stéphanie Murat : Thomas Costella
- 2022 : Constance aux enfers de Gaël Morel : Amine

#### Séries télévisées
- 2003 : Malone, épisode La Promesse de l'ours, de Franck Appréderis
- 2004 : Le Grand Patron, épisode En quarantaine, de Christian Bonnet : Sami
- 2006 : Préjudices, épisode no 113 Balle perdue, de Frédéric Berthe
- 2006 : La Grande Inondation, docufiction de Bruno Victor-Pugebet : Malik
- 2011 : Fortunes de Stéphane Meunier et Bertrand Cohen : Brahim (8 épisodes de 52 min)
- 2013 : Odysseus de Stéphane Giusti : Orion
- 2015 : La Promesse du feu (mini-série) de Christian Faure : Târiq Amraoui
- 2019 : Mouche de Jeanne Herry
- 2020 : Engrenages, saison 8 : Bilal
- 2021 : Lupin, épisodes 8, 9 et 10 : Marc
- 2021 : Braqueurs de Julien Leclercq : Saber
- 2021 : Rebecca de Didier Le Pêcheur : Thomas Weber
- 2024 : Ourika de Clément Godart, Élie Yaffa, Clément Gournay : Moussa Jebli

### Captations scéniques
- 2004 : Vie et mort de Pier Paolo Pasolini, captation scénique de Cyril Legann et Antoine Soltys : Giuseppe Pelosi
- 2006 : Les Grecs, captation scénique de Patrick Czaplinski : Osman

## Théâtre

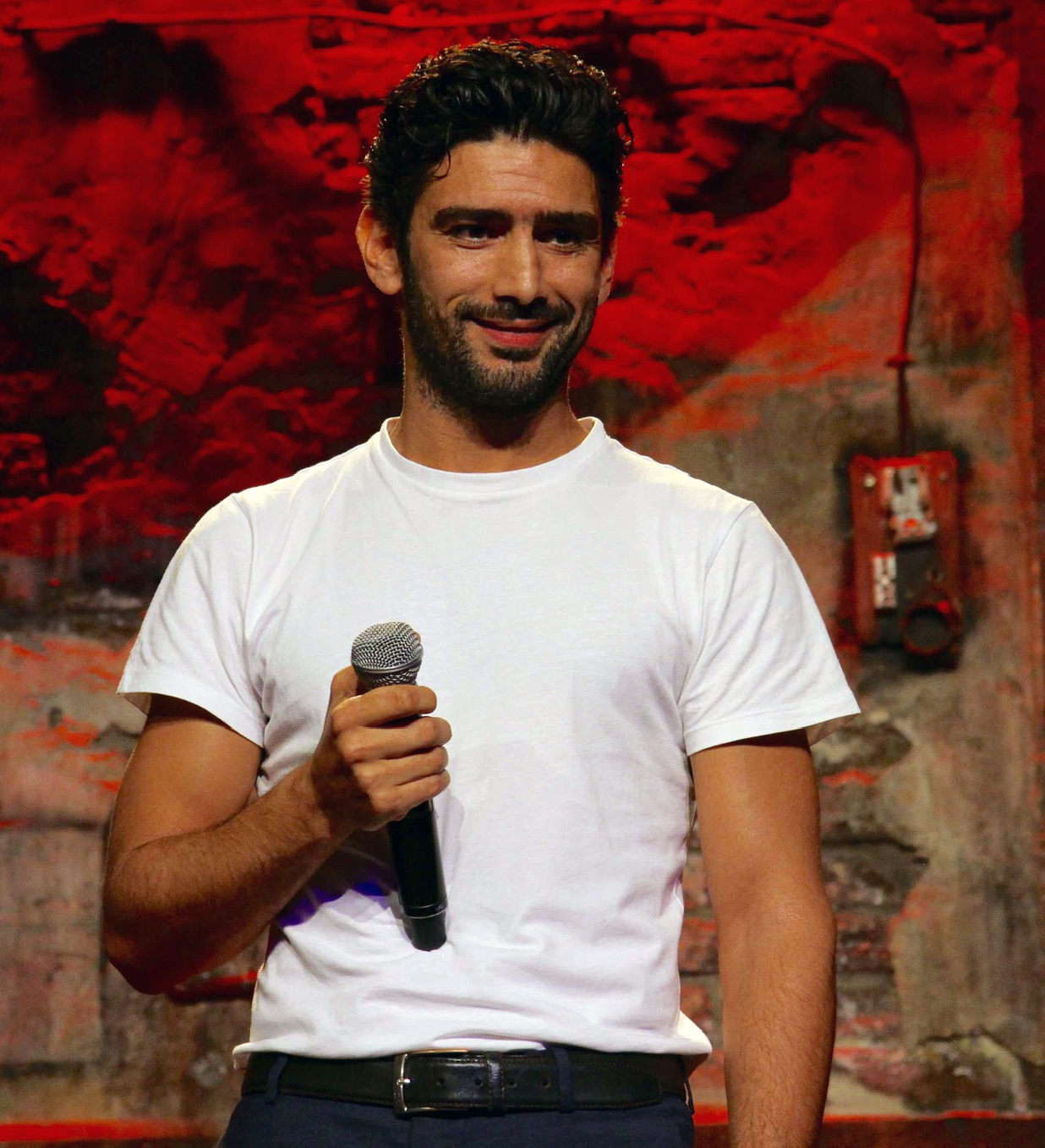
Salim Kechiouche au Jamel Comedy Club en 2019.

- 2002 : Les Derniers Jours de l'Humanité d'après Karl Kraus, mise en scène Salvadora Parras
- 2003 : Vie et Mort de Pier Paolo Pasolini de Michel Azama, mise en scène Jean Menaud, dans le rôle de Giuseppe Pelosi
- 2005-2006 : Le Centième Nom de Michel Giliberti, mise en scène Stéphane Aucante, dans le rôle de Jihad, avec Samuel Ganes dans le rôle de David.
- 2006 : Les Grecs de Jean-Marie Besset, mise en scène Jean-Marie Besset et Gilbert Désveaux, Petit Montparnasse, dans le rôle d'Osman
- 2006 : Un petit pullover angora de Daniel Saint-Hamont, mise en scène David Haddad, dans le rôle de Mohammed Habibi
- 2007 : Rupture entre amis de Frédéric Rondot, mise en scène Frédéric Rondot, dans le rôle de Karim
- 2009-2010 : Boumkœur d'après le roman de Rachid Djaïdani, mise en scène Habib Naghmouchin, rôle de Yaz
- 2011 : Dreamers de Daniel Keene, mise en scène Sébastien Bournac, Théâtre national de Toulouse, puis tournée, rôle de Majid
- 2014 : Marathon à New York d’Edoardo Erba, texte traduit de l’italien par Eve Duca, mis en scène Habib Naghmouchin, Théâtre de la Boutonnière à Paris, rôle de Steve
- 2015 : Pédagogie de l'échec de Pierre Notte, mise en scène Alain Timár, Théâtre des Halles à Avignon, Vingtième théâtre à Paris, tournée

## Radio
- 2001 : À l'ombre d'Ambre, pièce radiophonique mise en ondes par Edmonde Franchi, Radio France Lyon
- 2002 : Le Piqueur de macadam, pièce radiophonique de François Thomazeau, mise en ondes Edmonde Franchi, Radio France Lyon
- 2002 : Lumières - Une tuerie, pièce radiophonique de Julien Collet, France Culture
- 2021 : Panda - La voix du Djihâd, pièce radiophonique de Baptiste Guiton : Karim, France Inter

## Modèle pour la photographie et la peinture
Salim Kechiouche pose pour quatre photographies-peintures des artistes Pierre et Gilles, inspirées du film Les Amants criminels.
En 2006, il pose pour une dizaine de toiles de Michel Giliberti, mettant en relief le côté sombre de sa physionomie.
En 2007, il pose avec Julie-Marie Parmentier dans la série photographique Doppelgänger de Raphaël Neal.